# Celebrity MasterChef Italia (seconda edizione)
La seconda edizione del talent show culinario Celebrity MasterChef Italia, composta da 4 puntate e 8 episodi, è stata trasmessa dal 15 marzo al 5 aprile 2018 su Sky Uno ed ha visto trionfare la cantante Anna Tatangelo. I giudici sono Bruno Barbieri, Joe Bastianich e Antonino Cannavacciuolo. Lo show è prodotto da Endemol Shine.
L'edizione viene replicata in chiaro su TV8 dal 21 aprile al 12 maggio 2019.

## Concorrenti
| Nome                 | Età | Città          | Occupazione                        | Posizione | Prove vinte |
| -------------------- | --- | -------------- | ---------------------------------- | --------- | ----------- |
| Anna Tatangelo       | 31  | Sora (FR)      | Cantante                           | 1º        | 5           |
| Orietta Berti        | 74  | Cavriago (RE)  | Cantante                           | 2º        | 4           |
| Davide Devenuto      | 46  | Roma           | Attore                             | 3º        | 5           |
| Daniele Tombolini    | 56  | Loreto (AN)    | Allenatore e ex arbitro            | 4º        | 4           |
| Margherita Granbassi | 38  | Trieste        | Conduttrice e ex schermitrice      | 5º        | 2           |
| Andrea Lo Cicero     | 41  | Catania        | Allenatore e ex rugbista           | 6º        | 1           |
| Lorenzo Amoruso      | 46  | Bari           | Dirigente sportivo e ex calciatore | 7º        | 0           |
| Serena Autieri       | 41  | Napoli         | Attrice                            | 8º        | 1           |
| Valerio Spinella     | 35  | Roma           | Giornalista di Sky Sport           | 9º        | 2           |
| Barbara Alberti      | 74  | Umbertide (PG) | Giornalista e scrittrice           | 10º       | 1           |
| Umberto Guidoni      | 63  | Roma           | Astronauta e astrofisico           | 11º       | 0           |
| Laura Barriales      | 35  | León (Spagna)  | Conduttrice e showgirl             | 12º       | 0           |

### Tabella delle eliminazioni
• Nota: In seguito ad un rifiuto di terminare la prova, Laura viene espulsa dalla competizione.
|             | 1         | 1         | 2                   | 2                   | 3                          | 3                          | 4                   | 4                   |
| Mystery Box | N.D.      | N.D.      | Davide Anna Orietta | Davide Anna Orietta | Orietta Daniele Margherita | Orietta Daniele Margherita | Anna Davide Orietta | Anna Davide Orietta |
| Anna        | PRIMI 7   | ULTIMI 5  | PRIMA               | PRIMI 3             | SALVA                      | ULTIMI 3                   | FINALISTA           | VINCITRICE          |
| Orietta     | PRIMI 7   | PRIMI 5   | SALVA               | ULTIMI 4            | SALVA                      | ULTIMI 3                   | PRIMA               | SECONDA             |
| Davide      | PRIMI 7   | PRIMI 5   | SALVO               | PRIMI 3             | ULTIMI 3                   | PRIMO                      | ELIMINATO           |                     |
| Daniele     | ULTIMI 5  | PRIMI 5   | SECONDO             | ULTIMI 4            | PRIMO                      | ELIMINATO                  |                     |                     |
| Margherita  | ULTIMI 5  | PRIMI 5   | SALVA               | PRIMI 3             | ELIMINATA                  |                            |                     |                     |
| Andrea      | PRIMI 7   | ULTIMI 5  | SALVO               | ULTIMI 4            | ELIMINATO                  |                            |                     |                     |
| Lorenzo     | ULTIMI 5  | ULTIMI 5  | ULTIMI 3            | ELIMINATO           |                            |                            |                     |                     |
| Serena      | PRIMI 7   | ULTIMI 5  | ELIMINATA           |                     |                            |                            |                     |                     |
| Valerio     | PRIMI 7   | PRIMI 5   | ELIMINATO           |                     |                            |                            |                     |                     |
| Barbara     | PRIMI 7   | ELIMINATA |                     |                     |                            |                            |                     |                     |
| Umberto     | ELIMINATO |           |                     |                     |                            |                            |                     |                     |
| Laura       | ESPULSA   |           |                     |                     |                            |                            |                     |                     |

## Dettaglio delle puntate

### Prima puntata
Data: giovedì 15 marzo 2018

#### Episodio 1
Partecipanti: Andrea, Anna, Barbara, Daniele, Davide, Laura, Lorenzo, Margherita, Orietta, Serena, Umberto e Valerio.
- Prima prova
  - Tema: I concorrenti devono cucinare un piatto a proprio piacere in 60 minuti per conquistare il grembiule bianco. Passano nella MasterClass Andrea, Anna, Barbara, Davide, Orietta, Serena e Valerio. Daniele, Laura, Lorenzo, Margherita e Umberto devono affrontare il Pressure Test.
- Pressure Test
  - Sfidanti: Daniele, Laura, Lorenzo, Margherita e Umberto.
  - Prima prova: Spennare e starnare una gallina in 15 minuti (si salva Lorenzo).
  - Espulsioni: Laura
  - Seconda prova: Cucinare un piatto in 30 minuti usando la gallina (si salvano Daniele e Margherita).
  - Eliminato: Umberto.

#### Episodio 2
Partecipanti: Andrea, Anna, Barbara, Daniele, Davide, Lorenzo, Margherita, Orietta, Serena e Valerio.
- Prova in Esterna
  - Sede: Porto di Genova.
  - Ospiti: 100 persone.
  - Prima prova: Pulire correttamente il maggior numero di cozze in 10 minuti (vince Daniele).
  - Squadra blu: Lorenzo (caposquadra), Andrea, Anna, Barbara, Serena.
  - Squadra rossa: Daniele (caposquadra), Davide, Margherita, Orietta, Valerio.
  - Piatti del menù: Malloreddus allo scoglio, calamaro ripieno, tortino di mele con salsa alla vaniglia (squadra blu). Fregola risottata ai frutti di mare, moscardini in umido con contorno di patate, tortino al cioccolato con cuore morbido e salsa all'arancia (squadra rossa).
  - Vincitori: Squadra rossa.
- Pressure Test
  - Sfidanti: Andrea, Anna, Barbara, Lorenzo, Serena. I giudici danno la possibilità a Lorenzo di salvare qualcuno senza affrontare il Pressure Test e salva Andrea.
  - Prova: Cucinare un piatto usando il metodi di cottura e l'alimento acquistati all'asta. Anna sceglie la cottura a vapore e il magatello, Barbara la centrifuga e la rapa rossa, Lorenzo la frittura e i funghi, Serena la piastra e il pastrami (si salvano Anna, Lorenzo e Serena).
  - Eliminata: Barbara.

### Seconda puntata
Data: giovedì 22 marzo 2018

#### Episodio 3
Partecipanti: Andrea, Anna, Daniele, Davide, Lorenzo, Margherita, Orietta, Serena e Valerio.
- Mystery Box
  - Tema: Cucinare con gli ingredienti che compongono l'acquario.
  - Ingredienti: Ricci di mare, fasolari, salicornia, garusoli, fagioli bianchi, farro, capesante, alghe, pomodorini, acqua di mare.
  - Piatti migliori: Spiedino di mare (Orietta), Sapore di mare su letto di fagioli bianchi (Davide), Capasanta su crema di fagioli (Anna)
  - Vincitore:  Davide.
- Invention Test
  - Tema:  Dolce o salato.
  - Ospiti: Cristina Bowerman e Iginio Massari.
  - Ingredienti: cioccolato fondente, lamponi, formaggio Bagòss, zucca, barbabietola, farina, uova, burro, panna, zenzero, colla di pesce.
  - Assegnazioni del vincitore della Mystery Box: Dolce (Orietta, Anna, Lorenzo, Andrea), Salato  (Davide, Valerio, Margherita, Daniele, Serena).
  - Piatti migliori: Anna (Musica, bavarese al Bagoss su Salsa di zucca, barbabietola e lamponi) e Daniele (Caos Calmo, tagliatelle di barbabietola e lamponi su Bagoss fondente con zucca candita al cioccolato e zenzero).
  - Vincitore: Anna.
  - Piatti peggiori: Valerio, Serena, Lorenzo.
  - Eliminati: Serena e Valerio.

#### Episodio 4
Partecipanti: Andrea, Anna, Daniele, Davide, Lorenzo, Margherita, Orietta.
- Prova in Esterna
  - Sede: Amatrice, Polo del gusto.
  - Ospiti:  70 abitanti d'Amatrice.
  - Squadra blu: Anna (Caposquadra), Davide, Margherita. Anna deve decidere chi mandare direttamente al Pressure Test, viene scelto Andrea. Andrea deve decidere il secondo Caposquadra, Daniele.
  - Squadra rossa:  Daniele (Caposquadra), Orietta, Lorenzo.
  - Piatti del menù: Pasta all'amatriciana, abbacchio al forno con fagioli al pomodoro e ciambella con ricotta di pecora e frutti di bosco (per entrambe le squadre)
  - Ospite: Professor Gregori dell’Istituto Alberghiero di Amatrice, che spiega alle Celebrities i segreti degli spaghetti alla amatriciana.
  - Vincitori: Squadra Blu.
- Pressure Test
  - Sfidanti: Lorenzo, Orietta, Andrea e Daniele.
  - Tema: La cucina del mondo.
  - Prima prova: ci sono cinque casse di legno provenienti ognuna da cinque continenti diversi con 5 ingredienti ciascuna. Chi riuscirà per primo a riconoscere cinque ingredienti contenuti nelle casse sarà il vincitore della manche e otterrà un vantaggio. Daniele sceglie l'ordine di partenza consegnando ad ogni concorrente una cassetta numerata. (Ordine: 1 Orietta, 2 Lorenzo, 3 Andrea e 4 Daniele). Lorenzo indovina per primo i cinque ingredienti.
  - Seconda prova: Cucinare con gli ingredienti non indovinati per ottenere un piatto fusion: ocra, igname e carne di montone, lemongrass, king crab, pak choi, mirin giapponese, jalapeno, farina di mais, controfiletto di cervo e chorizo. Il vantaggio di Lorenzo è di poter utilizzare anche quelli da lui individuati.
  - Piatti realizzati: Orietta: Spadellata di sapori dal piccolo mondo (stufato di montone e cervo con granchio reale,  jalapeno, pak choi, ocra); Andrea: Tre continenti (tagliata  di cervo e rondelle di chorizo su tortillas di mais al mirin con pak choi); Lorenzo: Dritto al centro del mondo (Cervo saltato con lemongrass e noci di macadamia su verdure saltate con basmati al chorizo e passion fruit); Daniele: Chele e corna al fumo di lemongrass su letto caldo di igname (Montone e cervo cotti al fumo di lemongrass, crocchetta di chorizo e granchio su salsa di igname).
  - Eliminato: Lorenzo.

### Terza puntata
Data: giovedì 29 marzo 2018

#### Episodio 5
Partecipanti: Andrea, Anna, Daniele, Davide, Margherita, Orietta.
- Mystery Box
  - Tema: I vostri maestri - l'allievo ha superato il maestro? (Ripetere i piatti portati e preparati da parenti e amici).
  - Piatti migliori: Orietta (Zuppa imperiale, cubetti di uova, semolino, burro e parmigiano in brodo), Daniele (Porchetta farcita, con patate in soluzione satura di sale, scalogno fritto e salse al pecorino), Margherita (Buzolai istriani, biscotti di frolla con ganache al cioccolato fondente all'arancia).
  - Vincitrice:  Orietta.
- Invention Test
  - Tema: Gli ingredienti killer di Masterchef: rane, anguilla, rognone, palle di toro, creste di gallo, animelle di agnello.
  - Vantaggi di Orietta: decidere con quale ingrediente cucinare (sceglie l'anguilla) e assegnare i restanti ingredienti agli altri concorrenti.
  - Assegnazione agli altri concorrenti: a catena, ogni aspirante sceglie un ingrediente per un altro. Inizia Orietta, che sceglie le rane per Daniele, lui assegna i testicoli di toro ad Anna, lei decide le animelle di agnello per Margherita, questa opta per consegnare ad Andrea il rognone e per Davide rimangono le creste di gallo.
  - Durata: 45 minuti.
  - Piatto migliore: Daniele (Tonno di rana in scatola, tonno di rana e giardiniera di verdure su vellutata di Roquefort).
  - Piatti peggiori: Margherita, Davide, Andrea.
  - Eliminati: Andrea e Margherita.

#### Episodio 6
Partecipanti: Anna, Daniele, Davide, Orietta. 
- Prova in Esterna
  - Sede: Al ristorante Lume di Milano.
  - Ospiti: Luigi Taglienti, chef.
  - Tema: Piatto stellato, prova individuale. Proporre un piatto di propria invenzione in stile stellato.
  - Piatti del menù: Davide: Da Napoli a Bangkok (gambero aromatizzato al bergamotto, seppia con scorzette di lime, trancio di gallinella con paprika); Daniele: Coniglio, bergamotto e alloro cotto a legna; Anna: Un sogno a colori (medaglione di rana pescatrice con salsa agli agrumi); Orietta: Bocconi di coniglio e vitello saltati e messi in umido con le verdure dell'orto e salsina ai formaggi.
  - Vincitori: Davide.
- Pressure Test
  - Sfidanti: Anna, Daniele, Orietta.
  - Prova: preparare il maggior numero di farce della pasta ripiena in 30 (si salva Orietta).
- Duello: La pasta ripiena.
  - Sfidanti: Anna, Daniele.
  - Prova: preparare dei piatti con la pasta ripiena inserendo alcune delle farce realizzate nella prova precedente.
  - Piatti : Daniele (Casoncelli al magro, Cappellacci di crostacei, Melanzane alla bisque di crostacei), Anna (due varietà di ravioli: una con scampi, burro e salvia, l’altra con melanzana, ricotta, basilico e pomodoro).
  - Eliminato: Daniele.

### Quarta puntata
Data: giovedì 5 aprile 2018

#### Episodio 7 (Semifinale)
Partecipanti: Davide, Orietta, Anna.
- Mystery Box
  - Prova: accendere le tre lampadine contenute nella scatola azzeccando tre piatti che devono piacere ai giudici. Continueranno a portare piatti finché tutte le lampadine non saranno accese.
  - Piatti realizzati
    - Anna
      - 1° piatto: salsa di senape con carne di cervo scottata (non accettato).
      - 2° piatto: salsa di senape con carne di cervo scottata e verza (accettato = 1^ lampadina accesa).
      - 3° piatto: paccheri rivisti alla Norma (accettato = 2^ lampadina accesa).
      - 4° piatto: sogliola con salsa al limone (non accettato).
      - 5° piatto: sogliola con salsa al limone, una patata e la correzione del sale di condimento (accettato = 3^ lampadina accesa).

    - Davide
      - 1° piatto: mille foglie con ricotta e mazzancolla cruda all’olio di sesamo (non accettato).
      - 2° piatto: filetto di maiale con cremina allo zenzero (accettato = 1^ lampadina accesa).

    - Orietta
      - 1° piatto: valigini ripieni di verdura e carni con verza cappuccio (accettato = 1^ lampadina accesa).
      - 2° piatto: filetto di maiale con prosciutto e lardo (non accettato).

  - Vincitore: Anna.
- Invention Test
  - Tema: Nulla si crea, nulla si distrugge, tutto si trasforma.
  - Prova: cucinare un piatto contenente scarti di pesce, di carne o di verdura.
  - Vantaggi di Anna
    - 1° vantaggio: scegliere quale scarto tenere per sé e cosa dare agli altri concorrenti (Anna sceglie per sé gli scarti di pesce, mentre lascia gli scarti di carne a Orietta e a Davide quelli di verdura).
    - 2° vantaggio: assegnare agli altri concorrenti un imprevisto sconosciuto da affrontare mentre si cucina (Anna assegna a Davide l'imprevisto Antonino, che consiste nel cucinare cinque piatti invece di uno per la presenza di alcuni ospiti, e ad Orietta l'imprevisto Bruno, che consiste nel cucinare con una pietanza piena di sale).

  - Vincitore: Orietta.
  - Eliminato: Davide.

#### Episodio 8 (Finale)
- Partecipanti: Anna e Orietta.
- Ristorante di Masterchef
  - Menù degustazione Delicata follia di Anna: Gamberi rossi marinati e burrata su salsa di avocado e cialda al nero di seppia, Ravioli di asparagi e ricotta con scampi scottati e funghi porcini, Filetto di San Pietro e caviale con crauti saltati all’aceto di lamponi su salsa allo zafferano, Trasparenza di fragole con cremoso alla vaniglia e decorazione all’isomalto.
  - Menù degustazione Il menù dell'Orietta di Orietta: Capesante su letto di patate e zenzero con ricci di mare e funghi porcini, Tortelli di zucca al burro e salvia con gamberi rossi e salvia fritta, Treccia di branzino alle erbe su salsa di pomodoro ciliegino con olive e finferli, Dolce mattone rivisitato con fragole.
  - Vincitore della seconda edizione di Celebrity Masterchef Italia: Anna Tatangelo.

## Ascolti
| Puntata | Episodio | Sky Uno       | Sky Uno        | Sky Uno | Sky Uno |
| Puntata | Episodio | Messa in onda | Telespettatori | Share   | Fonte   |
| ------- | -------- | ------------- | -------------- | ------- | ------- |
| 1       | 1        | 15 marzo 2018 | 613 000        | 2,30%   | [ 1 ]   |
| 1       | 2        | 15 marzo 2018 | 446 000        | 2,00%   | [ 1 ]   |
| 2       | 3        | 22 marzo 2018 | 541 000        | 2,00%   | [ 2 ]   |
| 2       | 4        | 22 marzo 2018 | 469 000        | 2,20%   | [ 2 ]   |
| 3       | 5        | 29 marzo 2018 | 427 000        | 1,30%   | [ 3 ]   |
| 3       | 6        | 29 marzo 2018 | 481 000        | 2,30%   | [ 3 ]   |
| 4       | 7        | 5 aprile 2018 | 463 000        | 1,80%   | [ 4 ]   |
| 4       | 8        | 5 aprile 2018 | 497 000        | 2,20%   | [ 4 ]   |